# Castello Scaligero (Villafranca di Verona)
Il castello scaligero di Villafranca di Verona è un castello di origine medievale situato nella cittadina di Villafranca di Verona. 

Qui William Shakespeare ambientò alcune scene del dramma di Romeo e Giulietta: 
"...e voi Montecchi: trovatevi stasera nel vecchio castello di Villafranca dove udrete la mia sentenza per i fatti avvenuti, nel luogo di giudizio ordinario..." (Atto I, scena I).

## Geografia
È situato nella parte sud dell'abitato e subito a nord del corso del corso d'acqua Tione dei Monti. Si posiziona sul corso Corso Vittorio Emanuele.

## Descrizione
All'interno delle mura sono situate sette piccole torri dette "Torresine" e due torri scudate, cioè con 3 soli spigoli. La torre maggiore o dell'orologio ha alla sua base delle pietre con un'iscrizione e si ipotizza provenissero da un arco (o altro edificio) dedicato all'imperatore Tiberio.
Una curiosa particolarità del Castello Scaligero di Villafranca è quella di avere la merlatura della cinta muraria vera e propria di foggia guelfa, o piatta, mentre la merlatura del mastio e delle torri scudate è di foggia ghibellina o a "coda di rondine".

## Storia
È sorto a cavallo dell'antica via Postumia. 
I lavori di costruzione del castello iniziarono subito dopo la fondazione del borgo tra il 1185 e il 1199 e la cinta venne terminata nel 1202. 
Distrutto e incendiato dai Mantovani, venne ricostruito nel 1242 e nel 1243 Enrico III da Egna (podestà di Verona dal 1240 al 1247) fece innalzare la torre principale. Qualcuno asserisce che i blocchi di pietra che si ammirano alla base della torre principale siano materiale di riutilizzo, nella ricostruzione del 1243, e provengano da un monumento dedicato all'imperatore Tiberio.  
Nel periodo compreso tra il 1345 e il 1355 venne inserito dagli Scaligeri nel Serraglio, un complesso sistema di difesa che andava dalla città di Valeggio sul Mincio a Nogarole Rocca. La sua struttura era adeguata a proteggere la popolazione e il bestiame durante gli scontri bellici; non venne mai utilizzato come castello-dimora. Del Serraglio oggi non rimangono che alcuni ruderi delle mura, oltre alle fortificazioni principali (quelle di Valeggio sul Mincio, Villafranca, Nogarole Rocca e Borghetto).
Di fronte al lato sud delle mura (direzione Mantova), a cavallo del corso d'acqua Tione dei Monti una grande porta fortificata (detta "Porton") consentiva l'accesso alla campagna fuori delle mura.
Il castello scaligero iniziò a perdere importanza verso la fine del Quattrocento, quando la Serenissima, che aveva conquistato Verona nel 1405 con l'atto di Dedizione, iniziò un’importante opera di consolidamento delle strutture difensive e delle fortificazioni della città di Verona.
A partire dall'anno 1450 il castello fu abbandonato e, solamente secoli più avanti, comprato (i terreni all'interno delle mura) da privati tra i quali ricordiamo ad esempio A. Alessandri o G. B. Simeoni, conte di Villafranca. 
La città di Villafranca tornò ad avere un ruolo di primo piano durante il Risorgimento, perché qui (anche se non nel Castello), fu firmato l’armistizio di Villafranca tra l’imperatore d’Austria Francesco Giuseppe I e quello della Francia Napoleone III, che stabilì la fine della Seconda Guerra d’Indipendenza.
Le due porte del castello scaligero nell'Ottocento erano collegate internamente da una strada (detta 'via del Cristo') cinta da alte mura che delimitavano i terreni alberati ai due lati (le mura furono rimosse all'inizio del XX secolo).
Nel 1882 il mastio e le carceri vennero acquistate dal comune di Villafranca che vi installò la procura e le carceri. Nel 1890 venne restaurata la torre principale del castello e inserito un orologio. Le mura perimetrali rimasero di proprietà demaniale, con scarsa manutenzione; nel 1905 la torre d'angolo sud-est crollò e insieme ad essa un tratto di mura, i lavori di restauro più volte progettati non partirono. Solo nel biennio 1926-27 si diede il via a una corposa opera di sistemazione con ricostruzione della torre crollata e sistemazione e rinforzo di tratti di mura e di merli. Fu sistemato anche l'interno del castello, espropriando i terreni e rimuovendo gli alberi che vi erano cresciuti. Nel 1935 circa furono prosciugati i fossati esterni ancora esistenti e sistemati i bastioni, nella zona esterna furono inoltre messi a dimora pini, abeti e platani.
Dal 1995 il castello scaligero è divenuto il luogo di rinomati eventi musicali, spettacoli, ricostruzioni storiche e fiere, ospitando nel 1998 il cantautore premio Nobel Bob Dylan e nel 2000 i Coldplay (al loro primo concerto italiano) nel contesto del Rockaforte Festival. Nel 2016 il Comune di Villafranca ha richiesto l'aumento di capienza per il pubblico, che al momento si attestava a 4750 posti. Durante gli spettacoli e gli eventi hanno calcato il palco del castello scaligero musicisti italiani quali: Pooh, Cesare Cremonini, Max Gazzè, Francesco Renga, Mannarino, Caparezza, Subsonica, J-Ax, Litfiba, Stefano Bollani, Negrita ed Extrema, e artisti internazionali quali: Artic Monkeys, Damien Rice, Ben Harper, Rammstein, Soundgarden, Marilyn Manson, Deep Purple, Dream Theater, Whitesnake, A Perfect Circle, Megadeth, Carcass, Testament, Killsswitch Engage, Frank Carter & The Rattlesnakes, Slipknot, Exodus, At the Gates, Napalm Death, Sodom, Destruction ed Exhorder.

## Galleria d'immagini

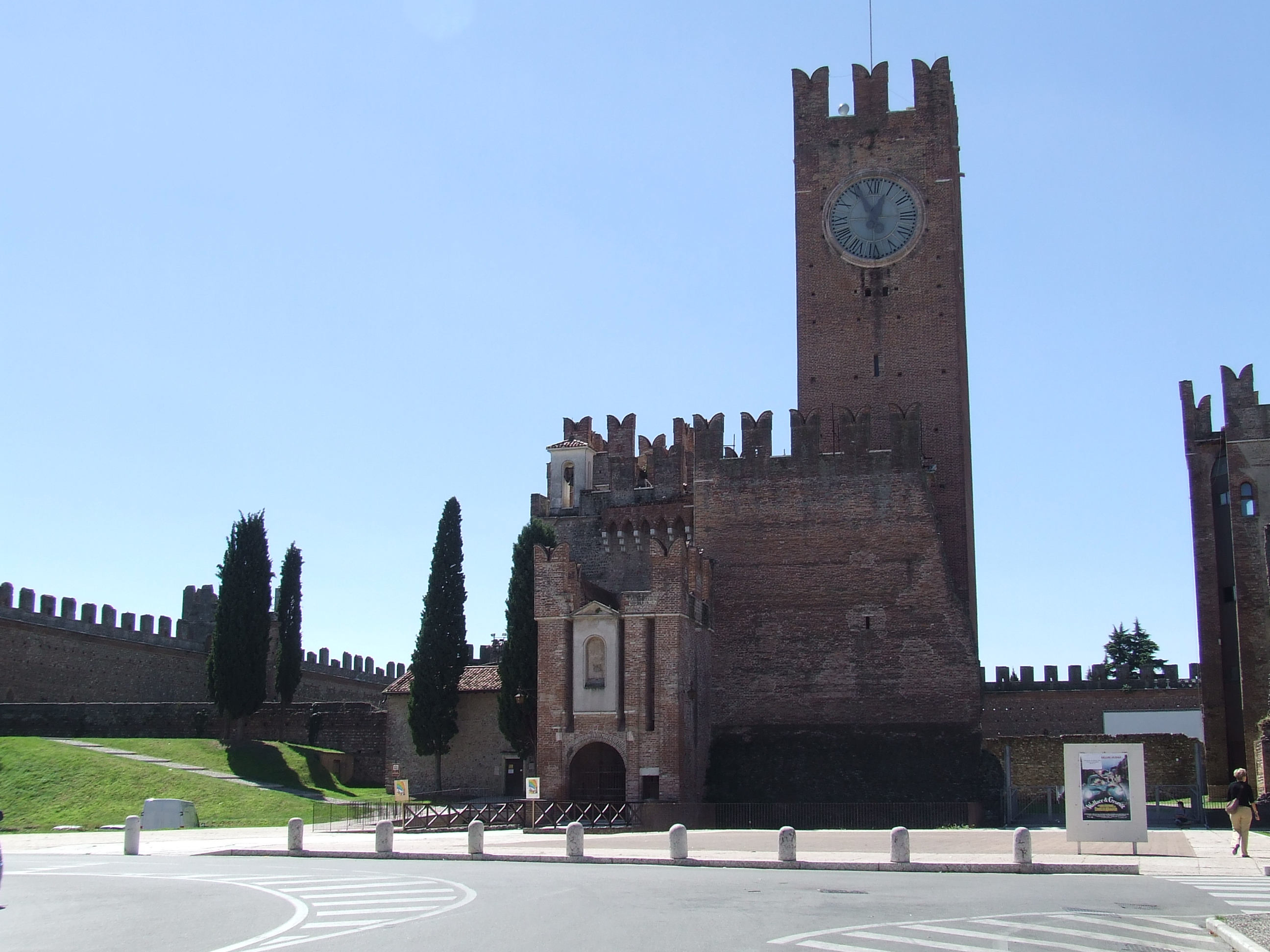
Vista del lato nord (principale)
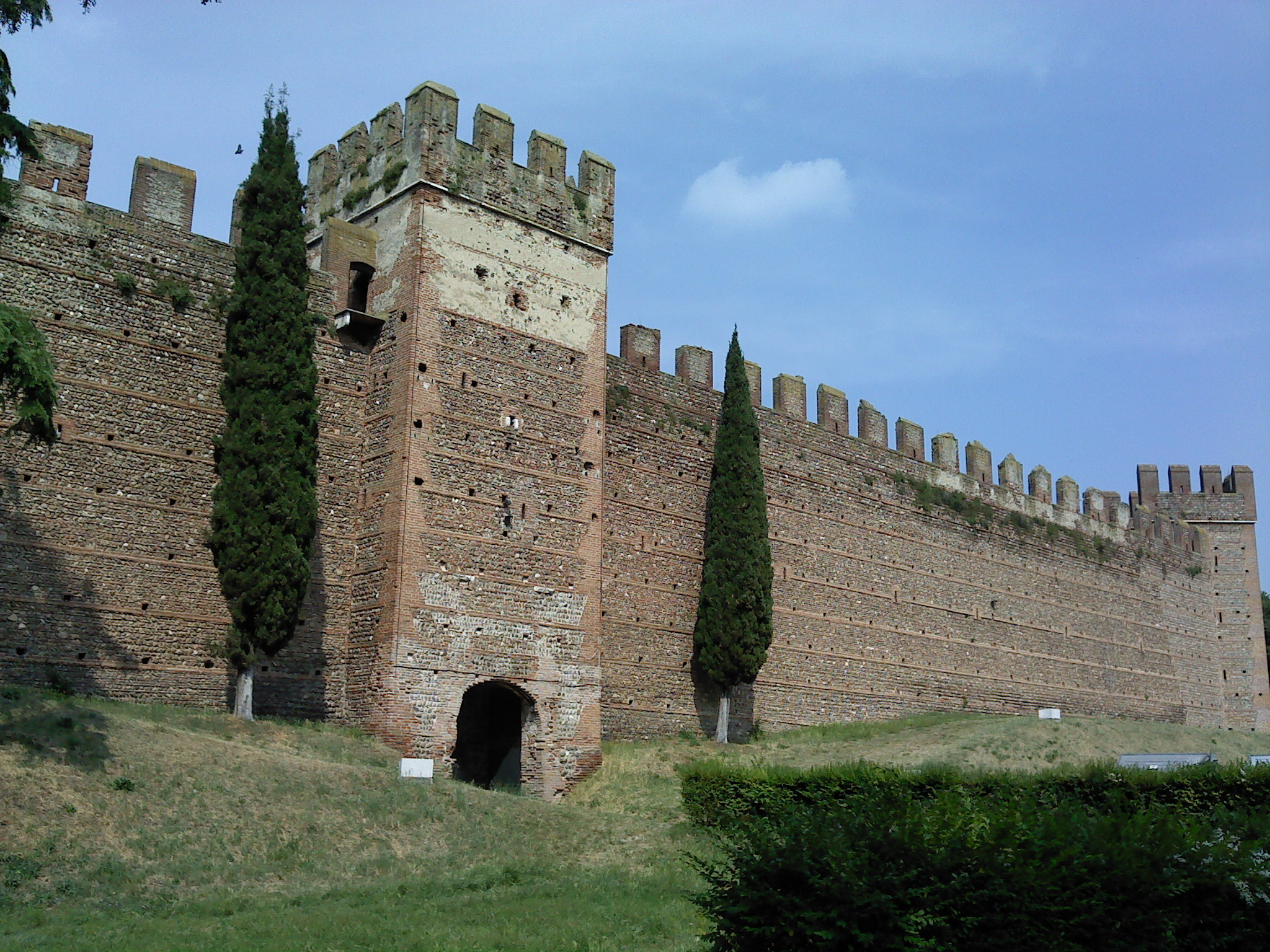
Vista del lato sud
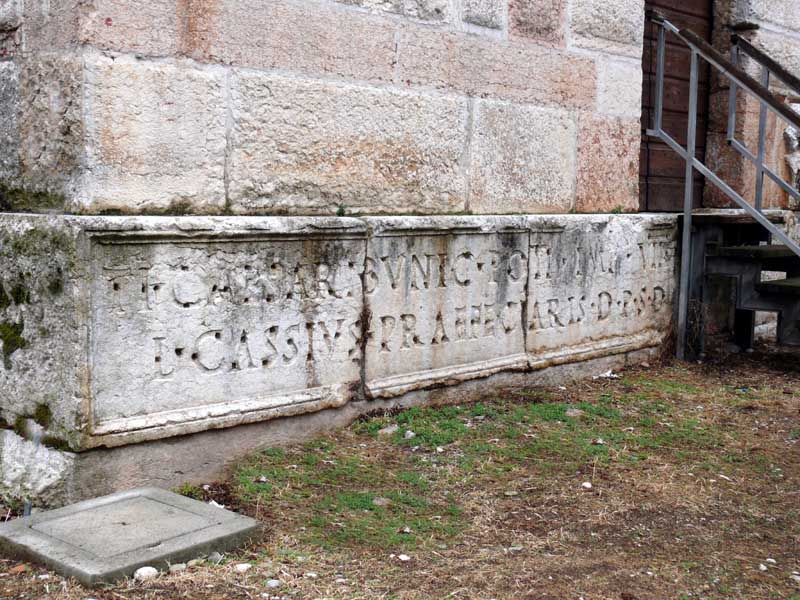
Base della torre maggiore